# Топоља
Топоља (слч. Topoľa) насељено је мјесто са административним статусом сеоске општине (слч. obec) у округу Сњина, у Прешовском крају, Словачка Република.

## Становништво
| Година:    | 1994. | 2004.    | 2014.    | 2024.   |
| ---------- | ----- | -------- | -------- | ------- |
| Број људи: | 252   | 197      | 154      | 152     |
| Разлика:   |       | -21,82 % | -21,82 % | -1,29 % |

| Година:    | 2023. | 2024.   |
| ---------- | ----- | ------- |
| Број људи: | 159   | 152     |
| Разлика:   |       | -4,40 % |

Према подацима о броју становника из 2024. године насеље је имало 152 становника.